# Thermes gallo-romains d'Entrammes
Les thermes gallo-romains d'Entrammes sont un petit édifice thermal du IIe siècle découvert en 1987 à Entrammes, en Mayenne, Pays de la Loire, France.
Cette construction d'époque romaine est encore pour partie en élévation, ce qui la rend très exceptionnelle - surtout au nord de la Loire.

## Histoire

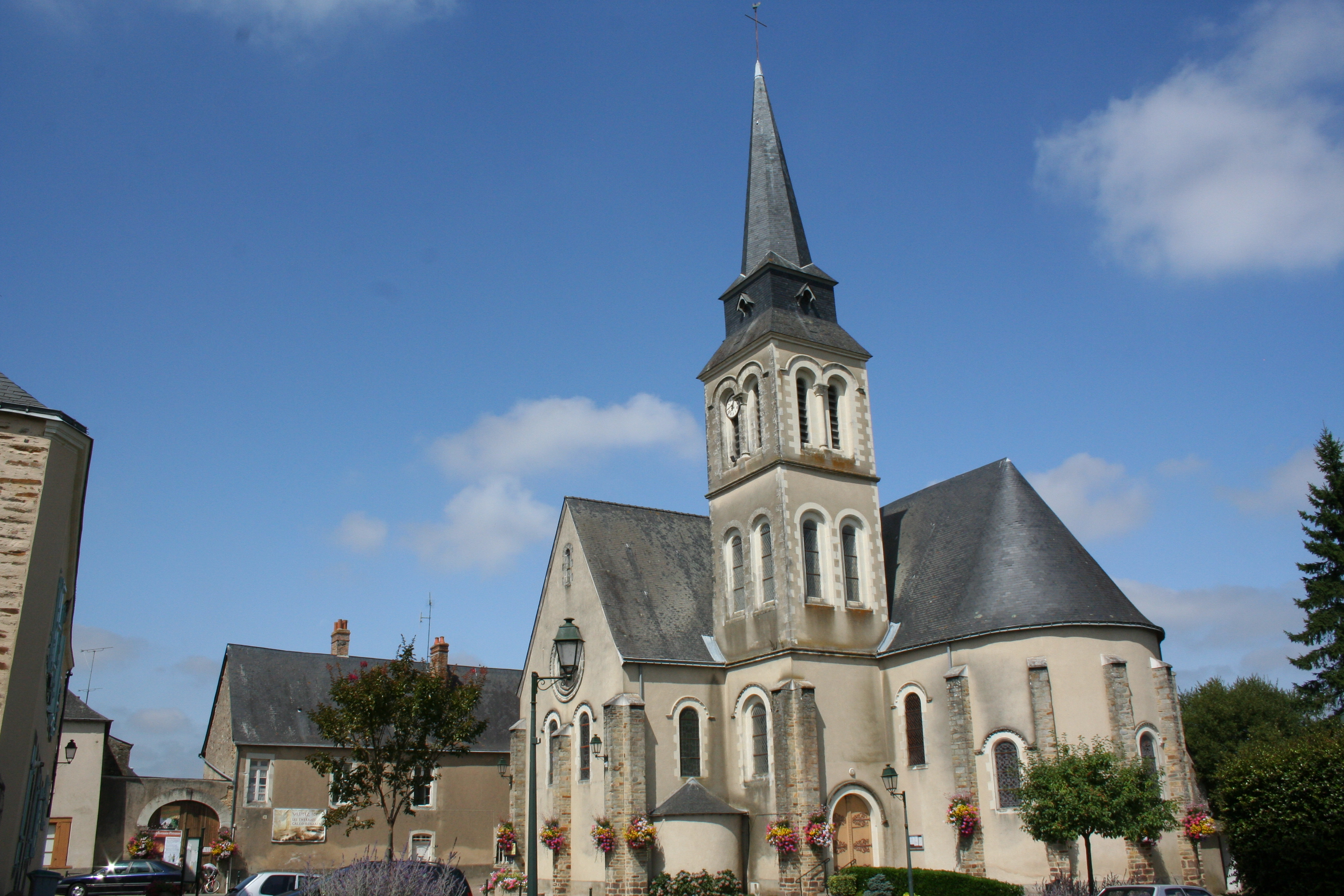
Vue générale de l'église Saint Étienne

Une étude avant restauration de l'église était rendue nécessaire par l'état général de l'édifice cultuel. Les restaurateurs, qui s'attendaient davantage à trouver des enduits peints médiévaux, trouvèrent des éléments de brique : arcs, oculi et tympans. L'origine romaine de la construction a pu être confirmée par la découverte d'un système d'hypocauste en excellent état de conservation.
En dépit de la rareté du matériel archéologique associé, la construction a pu être datée du milieu du IIe siècle de notre ère. Un chapiteau tardif retrouvé lors des fouilles suggère une utilisation de l'édifice jusqu'au Ve siècle, date à laquelle il est abandonné puis transformé en lieu de culte au VIIe siècle au plus tard.
Une église paléochrétienne utilise la bâtisse, et il est probable qu'ici eut lieu en 863 la rencontre entre le roi des Francs Charles le Chauve et le roi de Bretagne Salomon avec la signature du traité d'Entrammes[réf. nécessaire].
La construction a été amputée de son mur nord probablement lors d'un agrandissement en 1544. L'agrandissement du transept, du chœur et de l'abside de l'église au XIXe siècle a épargné les vestiges conservés lors des transformations antérieures, sauf sur une longueur de 6 m sur sa partie orientale.
Afin de permettre la mise en valeur et la visite des thermes, il a été décidé de couper en deux l'église par un grand mur : seuls les transepts, le chœur et l'abside restent affectés au culte.[Quand ?]
Les vestiges des thermes sont classés au titre des monuments historiques depuis le 1er septembre 1988.

## Description des vestiges

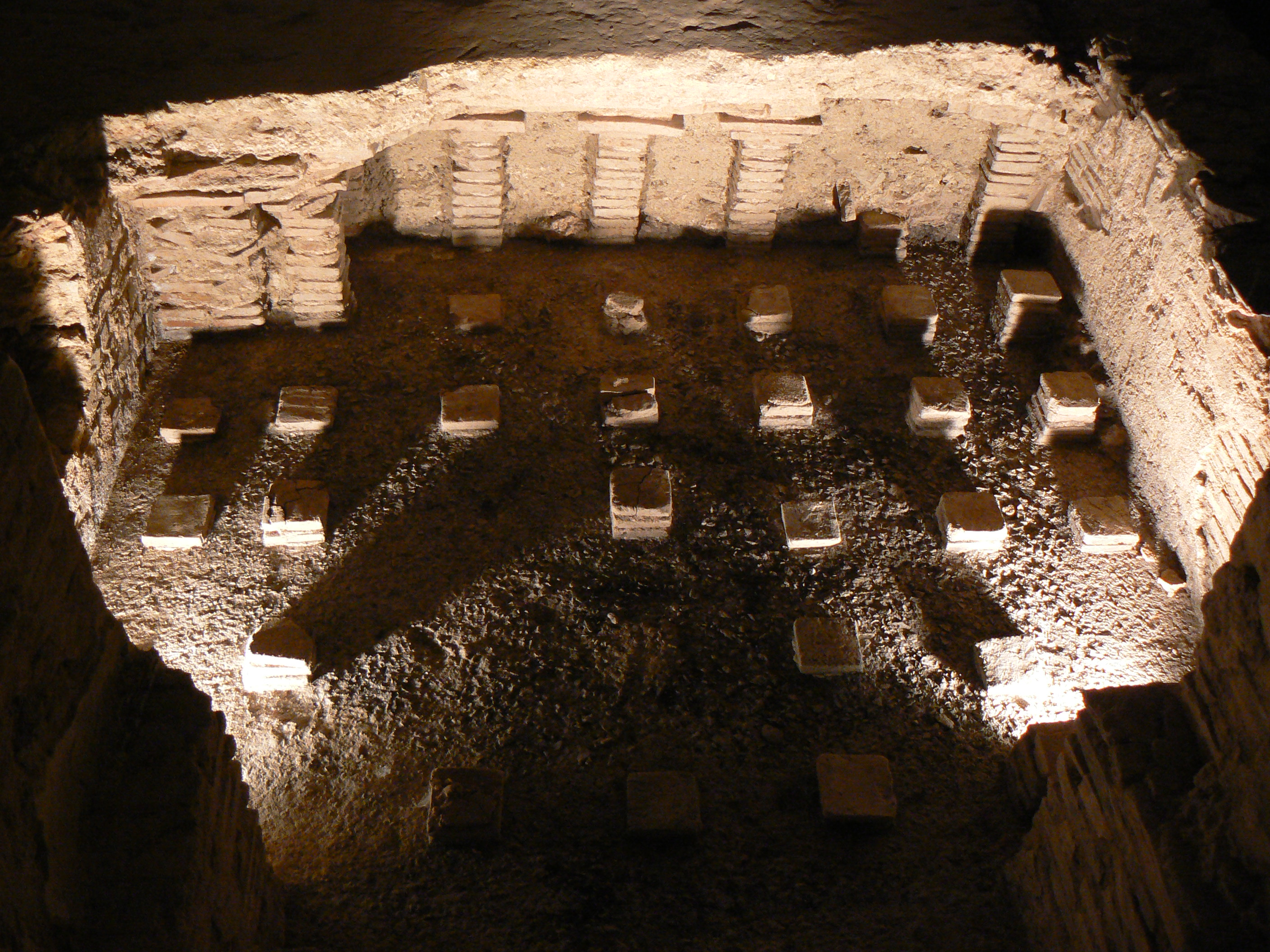
Hypocauste

La construction est orientée est-ouest. Le mur romain conservé est le mur sud de la nef, qui possède encore une hauteur supérieure à 7,5 m de hauteur, voire plus de 8,50 m à proximité de l'hypocauste, ainsi que le pignon de l'église.
Des percements sont visibles, dont des arcs. Le mur nord a conservé une hauteur de 2 m, du fait des remblais accumulés.
La fouille a permis de dégager un hypocauste bien conservé avec ses colonnettes de briques et un sol en béton.
Un beau dallage de schiste a été dégagé dans les mêmes fouilles qui ont aussi permis de donner une taille à la construction de 28,50 m sur 10 m. L'environnement archéologique est peu connu, en raison des perturbations dues à une sablière qui a détruit les éventuels vestiges situés au sud de l'église.

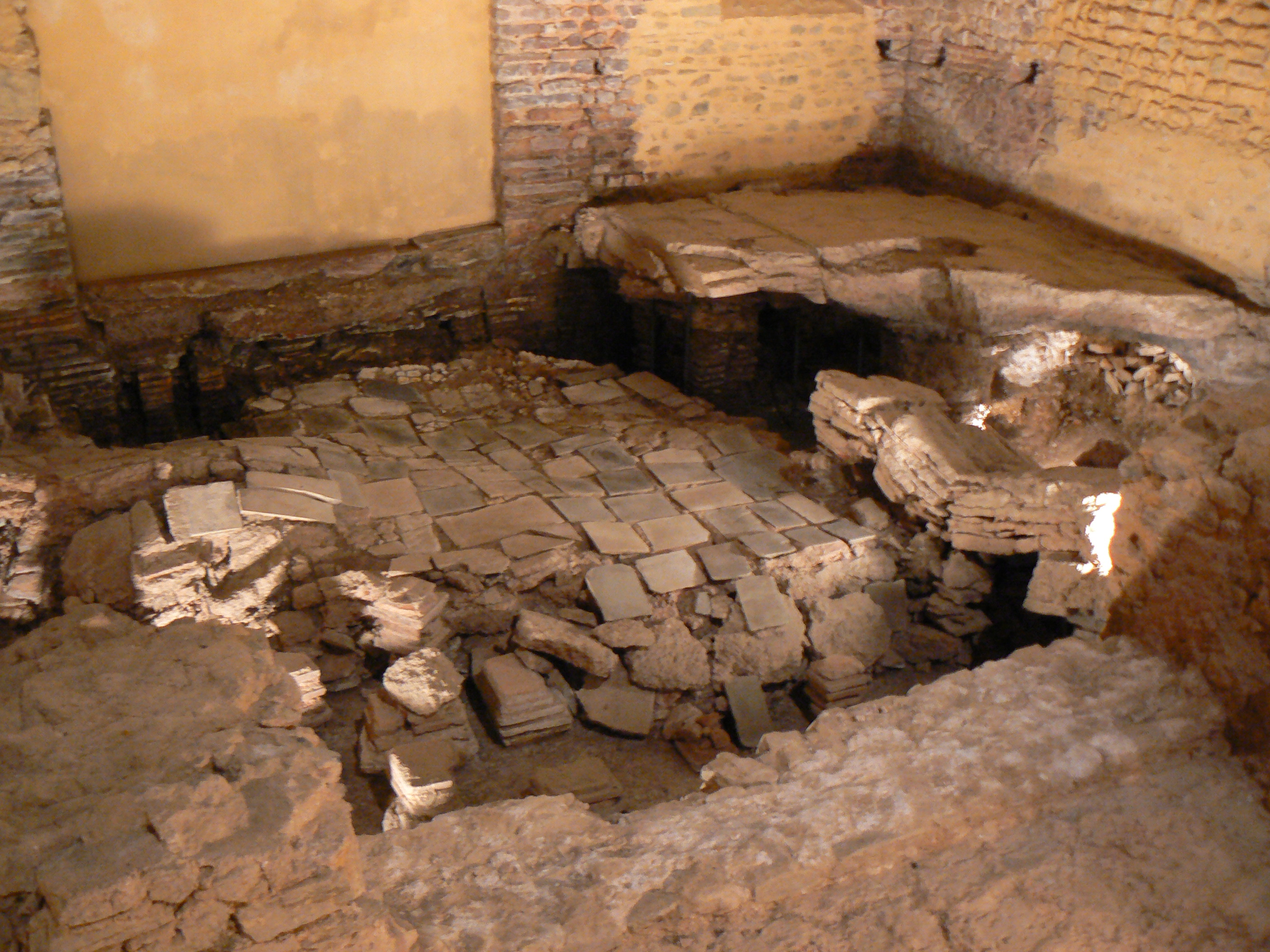
Bain chaud au sol effondré

Quatre pièces en enfilade ont été reconnues : frigidarium, tepidarium, caldarium (étuve) et cella solaris. Le tepidarium et le caldarium possédaient une petite abside.
La chaufferie de l'édifice est conservée à l'extérieur de l'église.
La transformation en sanctuaire paléochrétien a occasionné la suppression des cloisons et la pose d'un sol. Un escalier menant au presbyterium a été dégagé, ainsi que la base d'un ambon, agencement trouvé très rarement in situ. Un chapiteau tardif a été retrouvé, ainsi qu'une antéfixe.
Des moules de cloches ont également été dégagés par les archéologues.
Selon Jacques Naveau, « la découverte de thermes oblige maintenant à s'interroger sur la présence d'une agglomération antique » sur le site d'Inter Amnes, entre les rivières.

## Le parcours de l'utilisateur
La disposition du bâtiment n'était pas celle correspondant à l'ordre d'utilisation des diverses salles, obligeant l'usager à faire demi-tour.
Le vestiaire se situait aux alentours de l'accès actuel aux vestiges, et dans le transept de l'église actuelle. Le premier arrêt était dans la salle tiède (tepidarium ), la salle froide étant utilisée à la fin du parcours. L'étuve était l'étape suivante, avant le bain chaud stricto sensu. Le parcours se terminait par le bain froid qui est mal connu du fait de la reconstruction du XIXe siècle mais pour lequel les archéologues supposent qu'un certain parallélisme existait avec la disposition de la pièce chaude.